# Wunderwelt
Die Wunderwelt war eine österreichische Kinder- und Jugendzeitschrift, die von 1948 bis 1986 bei unterschiedlichen Verlagen erschienen ist. Von Oktober 1986 bis Juli 1994 wurde das deutsche Treff-Jugendmagazin (damals Velber-Verlag) in Österreich unter dem Logo „Treff-Wunderwelt“ im Abonnement vertrieben.

## Inhalt
Von Beginn an widmete sich die Zeitschrift der Unterhaltung und Belehrung von Kindern ab dem Lesealter bis zur Pubertät. In jeder Ausgabe wurden die Leser in einer Kombination aus Text und Illustrationen mit Märchen, Sagen und Geschichten aus Brauchtum und Religion schulbegleitend erzogen.
Bildseriengeschichten mit Figuren aus Märchen und Phantasie oder den „Kindern von nebenan“ waren wiederkehrende Themen, untermischt mit Basteltipps, Leserseiten (Briefkasten, Fotos), Gedichten, Rätseln, Spielanleitungen und vielem mehr. Für die älteren Kinder wurden Natur- und Technikseiten gebracht (zunächst als „Feld-, Wald und Wiesenzeitung“, später mehr wissenschaftlich orientiert als „Die Wunderwelt der Natur“) und Sammelseiten mit Persönlichkeiten oder wissenswerten Tatsachen aus Kultur, Geschichte oder Technik.

### Weltbild
Die Wunderwelt vermittelte ein religiös-christliches Weltbild, mit zahlreichen Darstellungen aus dem katholischen Ritus. Dies zeigte sich in Erzählungen z. B. rund um die Firmung und wurde auch in Sonderheften zu Weihnachten und Ostern in Bastelbögen und Anleitungen dargestellt, mit denen man Adventschmuck, Weihnachtskrippen und Osterüberraschungen herstellen konnte. Andere Konfessionen, selbst christliche wie etwa die evangelische, fanden keine Erwähnung.
Während zu Beginn die Kinder in Geschichten, Sprüchen und direkten Ansprachen zu Gehorsam gegenüber den Eltern, Lehrern und Kirche aufgefordert wurden, verlegte sich der Informationsfokus ab den Siebzigerjahren mehr auf umweltgerechtes Verhalten.

### Themen
Von der ersten Ausgabe der Wunderwelt an war die Zeitung unter anderem mit Fortsetzungsgeschichten, teilweise aus Büchern, gestaltet worden.
Hier gab es auf ein bis zwei Seiten je Serie und Heft illustrierte Erzählungen (ein bis drei kleine Illustrationen pro Seite). Manchmal zogen sich diese Fortsetzungsromane über mehr als ein Jahr hin. Von 1951 bis 1955 gab es parallel oft 3 Fortsetzungsgeschichten, ab 1958 wurden diese dann reduziert.
Im Mittelteil waren bis auf wenige Ausnahmen zu speziellen Anlässen wie Allerheiligen, Staatsfeiertag und Muttertag gezeichnete doppelseitige Erzählungen, Märchen und Sagen zu finden. Manchmal gab es eine zusätzliche Comicserie, manchmal Wissenswertes, dann wieder Fabeln oder Sammelbilder, Spiel- und Bastelanleitungen.
Ein wiederkehrender Teil der Wunderwelt waren Sonderhefte, die zu Advent, Ostern, zu Ferienbeginn, später zu Herbstbeginn oder anderen Themen herausgegeben wurden. Sie hatten weniger redaktionellen Inhalt, sondern Erzählungen sowie Bastelanleitungen und Ausschneidebögen zum Herstellen von Krippen, Ritterburgen, Bauernhöfen, Muttertagsgeschenken und vielem mehr. Insgesamt wurden von 1948 bis 1969 67 Sonderhefte gedruckt.
Bis 1976 wurde jährlich ein Jahrgang als gebundenes Buch herausgegeben. Ebenso wurden die Geschichten- und Märchenseiten der periodischen Ausgaben oder wiederkehrende Themen als Sammelbände verkauft: „Das Bunte Buch“, „Das Bunte Buch der 1000 Späße“, „Das Neue Bunte Buch I und II“, „Das Interessante Bunte Buch (Natur)“, „Das Interessante Bunte Buch (Technik)“ und „Das Bunte Bastelbuch“.
Auch nach der völligen Umgestaltung der Zeitung mit Jänner 1977 unter Dr. Ingrid Greisenegger war es das erklärte Ziel, Verantwortung, Umweltbewusstsein und Gesellschaftskritik zu vermitteln. Bis zum Druck der letzten österreichischen Ausgabe im Jahr 1986 waren damit Jugendliche als neue Zielgruppe definiert, nicht mehr Kinder. Neue Serien berichteten anspruchsvoll über Umweltschutz oder Indianer und andere Ureinwohner.
Fixpunkte der Zeitschrift nach 1977 waren Lern- und Schultipps, Kino-, TV-, Theater- und Buch-Tipps, die Comics „Strick“ und „Schnürl und Strack“ von Klaus Pitter, die Serie „Die gibts bald nicht mehr“ (bis 1982), die Geschichtenserie „Till Eule“ von Ernst A. Ekker, der Minikrimi von Wolfgang Ecke (Perry Clifton, Balduin Pfiff), die kritische Musikserie „Hopp & Pop“, später abgelöst von „Musik“, von Georg Turic. Ab Herbst 1977 veranstaltete die Wunderwelt gemeinsam mit dem ÖAMTC in ganz Österreich Seifenkistenrennen und berichtete darüber.

### Marketing
Der Verlag versuchte mit Abonnements, Preisausschreiben, Fortsetzungsgeschichten, mit Leserpost-Ecken und Coupons für Mitgliederkarten sein Publikum für die Wunderwelt zu binden.
Bis 1967 war Werbung ein eher seltenes Phänomen; von den Verfassern der Bildgeschichten selbstgezeichnete Kleinanzeigen machten auf Spielzeug, Kinderbücher und Süßigkeiten aufmerksam. Gelegentlich war Werbung mit erzieherischen Inhalten wie Zahnpaste, Fruchtsäften, Kinderbüchern, Sportartikel, Eigenwerbung der Verlage, Schwimm- und Skikursen zu finden. Nach 1967 nahm Anzahl und seitenmäßiger Umfang der Werbeeinschaltungen stark zu.

### Verlag
| Belgien                                | belgische Fr. 6,– |
| Deutschland                            | DM –,40           |
| Frankreich                             | Fr. 40,–          |
| Großbritannien                         | d. 10             |
| Italien                                | Lire 50,–         |
| Luxemburg                              | lux. Fr. 5,–      |
| Saarland                               | Fr. 40,–          |
| Schweiz                                | sfr. –,45         |
| Übriges Ausland                        | $ 0,14            |
| Kosten pro Heft während der 50er Jahre |                   |

Verlage und verantwortliche Redakteure:

Österreichischer Jugendverlag Ges.m.b.H. in Gründung / Josef Domany: 1948 Heft 01 bis 04

Österreichischer Jugendverlag Druck und Verlagsges.m.b.H. / Josef Domany: 1948 Heft 05 bis 1966 Heft 08

Österreichischer Jugendverlag Druck und Verlagsges.m.b.H. / Friedrich Bauer: 1966 Heft 09 bis 1967

Verlag Die Wunderwelt Wien / Friedrich Bauer: 1967 bis 1968

Wunderwelt Verlagsges.m.b.H. / Friedrich Bauer: 1968 bis 1973

Kurier Zeitungsverlag und Druckerei Gesellschaft m.b.H. & Co KG / Friedrich Bauer: 1974 bis 1976 Heft 10

Wirtschafts-Trend Zeitungsverlagsges.m.b.H. / Ingrid Greisenegger: 1976 Heft 11 bis 1986 Heft 4

Velber Verlagsges.m.b.H. / Detlef Kersten & Dietmar Beyer: 1986 Heft 5 bis 1994 Heft 7
Im September 1948 wurde der Heftpreis von Schilling 1,50 um ein Drittel auf 1 Schilling reduziert, die vorhandenen Abonnements entsprechend verlängert.
Im Jänner 1951 hatte die Zeitschrift 95.000 Leser.

Ein Sonderheft kostete 3,20 Schilling.

## Chronik
Das Redaktions- und Autorenteam war nach der Anfangsphase 1948 sehr auf Persönlichkeiten zugeschnitten. Luzia Adelsberger (Illustrationen), Teja Aicher („Zwerg Bumstis Abenteuer“), Lisbeth Hölzl (Illustrationen), Felicitas Kuhn (Illustrationen), Peter Paul Prinz (Comicserie „Hokus und Willibald“ und technische Illustrationen), Monica Skidelsky (Rätsel und Handarbeiten), Rosl Warzilek (Illustrationen), der Bastel-Onkel Hans Weinhappel, Friedrich Bauer (Fortsetzungsgeschichten und Rätsel), Anni Gwehenberger (Text), Trude Piesch („Saxumulus“ u. a. Geschichten), Elfriede Vavrovsky (Erzählungen und Pädagogik), bildeten um Chefredakteur Josef Domany das prägende Team, das Aussehen und Inhalt durch Identität festlegte.
Personalveränderungen – z. B. als Peter Paul Prinz Anfang 1961 nach Australien auswanderte – führten zu Mehrbelastungen für andere Autoren wie Teja Aicher, der zum Teil ersatzweise arbeitete, aber gelegentlich seine eigenen Serien umgestalten musste. Zeitweise zeichnete Aicher dann bis zur Hälfte der Hefte.
Von 1966 bis 1976 leitete Friedrich Bauer die Redaktion, inhaltlich war die Zeitschrift von Geschichten (z. B. „Durchs wilde Afrika“ von Lore Korzendörfer, einigen Wiederholungsfolgen von „Willibald der Zauberlehrling“ von Peter Paul Prinz, „Ein Fall für Perry Clifton“ von Wolfgang Ecke), vielen Rätseln, Bastelanleitungen (auch in Zusammenarbeit mit der TV-Sendung „Wer bastelt mit?“) dominiert. Das Editorial lief unter dem Titel „Eulalias Schatztruhe“, daneben wurden Leserbriefe von Kindern in „Eulalias Kummerkiste“ beantwortet. Maskottchen der Wunderwelt blieb bis 1976 Zwerg Bumsti.
1977 wechselte der herausgebende Verlag und damit auch das Redaktionsteam: Ingrid Greisenegger und Heidi Dumreicher prägten nun die Zeitschrift inhaltlich. Zwerg Bumsti verschwand zugunsten der „Glühbirne“. Auffallend war der Wechsel zu Sport und Wissenschaftsthemen, Fortsetzungsromanen („Fällt das Feld hinab ins Meer“ von Ernst A. Ekker) und Kurzgeschichten österreichischer Autoren wie Renate Welsh, Christine Nöstlinger und Mira Lobe. Im Sommer 1977 trat erstmals der Begriff „Umweltspürnasen“ auf, diese wurden in den späten Jahren der Wunderwelt zentrales Thema dieser Zeitschrift. Neue Autoren und Grafiker wie Klaus Pitter, Hella Soyka, Helga Meinhart, Wilhelm Dabringer, Jörg Wollmann und viele andere nahmen sich Themen wie Natur, Umweltbewusstsein und Gesellschaftskritik an.
In der Wunderwelt wurden auf Nachfrage der Leserschaft ab 1978 zumeist anspruchsvollere, teilweise gesellschaftskritische Comicserien veröffentlicht, zunächst „Asterix in Spanien“, ab Winter 1979 „Dir. Karl Meidlinger und der Flussgeist“ von G. Januszewski und Jörg Wollmann, ab Winter 1981 „Spück“ von Thomas Maurer, ab Herbst 1982 „… und Simmering geht in die Luft“ von Ernst A. Ekker und Constanze Ruhm.
Ab 1979 gab es aus Marketinggründen ein beigepacktes „Gimmick“, außerdem wurden von Wilhelm Dabringer Bastelbögen mit Österreich-Bezug erstellt. Ab 1980 erschienen ethnologische Berichte von Brigitte Peter und heimatkundliche Artikel. Im Sommer 1982 erfolgte der Aufruf zur Gründung eines „Umweltspürnasen-Clubs“. Ab Winter 1982 erschienen Nachdrucke der Comicserie „Pussy“ von Peyo in der Wunderwelt.
1986 fusionierte die Wunderwelt mit der noch heute erscheinenden deutschen Jugendzeitschrift „treff“ aus dem Verlag Family Media GmbH & Co KG in Freiburg, leider wurde lt. Auskunft des Verlags festgestellt, dass von diesem Material nichts archiviert wurde. Soweit bekannt, erschien die letzte „treff Wunderwelt“ im Juli 1994.
Der Markenname „Wunderwelt“ gehört heute zum Trend-Profil-Verlag. Da dieser Anfang der 2000er-Jahre vom NEWS-Verlag übernommen wurde, erschienen im Jahre 2005 auch einige Gratisbeilagen unter dem Namen „NEWSino – die WUNDERWELT von NEWS“. Rund ein Drittel dieser Beilage, die für Kinder und Jugendliche bis ca. 15 Jahre gestaltet ist, entfällt auf Werbeeinschaltungen.
Im Jahr 2008 fand im Bezirksmuseum Wien Alsergrund eine 60-Jahre-Jubiläumsausstellung statt. Die Veranstaltung wurde unter der Leitung von Museumskuratorin Brigitte Neichl und dem Initiator Peter Thomas Suschny (Österreichisches Werbemuseum Wien) von der ehemaligen „Wunderwelt-Tante“ MS (Monika Skidelsky) und Werner Grieshofer durchgeführt. Zahlreiche Wunderwelt-Freunde stellten Ausstellungsmaterial zur Verfügung, etwa die ehemalige Wunderwelt-Grafikerin Felicitas Kuhn oder die Tochter des Wunderwelt-Gründers Josef Domany.
Werner Grieshofer (Wien) hat alle Wunderwelt-Hefte aufgetrieben, die oft schlechten und unvollständigen, aber mehrfach vorhandenen Originalhefte durch digitale Überlagerung vervollständigt und qualitativ verbessert in eine Bilddatenbank eingespeist. Diese umfasst mehr als 15.000 Seiten und etwa 50.000 Verlinkungen. Grieshofer führte auch umfangreiche Recherchen und zahlreiche Interviews mit ehemaligen Zeichnern, Autoren und Zeitzeugen durch und verfasste unter anderem Biographien von rund 170 Zeichnern, Textern und Redakteuren der Wunderwelt.

## Layout
Von Heft 1, 1948 bis Heft 8, 1967 wurde die Zeitschrift mit 16 Seiten vierzehntäglich herausgegeben, bis 1978 hatte die Zeitschrift bei monatlicher Veröffentlichung zumeist 32 Seiten, ab Sommer 1978 erschien sie vierteljährlich mit 64 Seiten.
Geschlossenes Format war bis 1967 230 × 330 mm; eine durchgehende offene Doppelseite wurde vorne im Offset-Druck vierfarbig, die Rückseite in Schwarz und einer zusätzlichen Schmuckfarbe gedruckt. Die Standardhefte wurden in dieser Zeit nicht geklammert, sondern einmal gefaltet und kamen so in den Verkauf. Bedrucksstoff war ein voluminöses Papier, damit die hergestellten Ausschneidearbeiten festeren Halt bekommen sollten.

## Illustratoren (Auswahl)
- Teja Aicher
- Lucia Adelsberger
- Hilda Heller
- Lisbeth Hölzl
- Felicitas Kuhn
- Monica Skidelsky
- Hella Soyka
- Rosl Warzilek
- Hans Weinhappel
- Hedwig Zumtobel
- Peter Paul Prinz
- Klaus Pitter

Auflistung aller Comic-Serien in der Wunderwelt mit mindestens 3 Folgen:
| Diogenes 1948–1948 (9)                                                                | Willibald der Zauberlehrling 1948–1960 (314 Folgen bis 1960, danach nur Wiederholungen)                               |
| Der verkehrte Hansl (11)                                                              | Zwerg Pockls Erlebnisse abgelöst von Zwerg Bumstis Abenteuer 1949–1971, (498 Folgen, ab Mitte 1966 keine neuen Texte) |
| Kinderlein, heut gibt es was 1949 (7)                                                 | Die geturnte Weltreise 1949 (4)                                                                                       |
| Piff und Paff 1949–1954 und 1959–1962 (197), 1967 kurzzeitig wiederbelebt als Zip/Zop | Brummli 1950–1951 (17)                                                                                                |
| Fritz und Fratzi (11)                                                                 | Bastelwastl (10) |
| Zipferling, der lustige Kasperl 1952–1953 (15)                                        | Benjamin und Kasimir 1953–1955 (33)                                                                                   |
| Die rote Limousine 1954–1955 (13)                                                     | Stubs und Staberl 1955–1958 (70)                                                                                      |
| Petzis Erlebnisse 1955 (18)                                                           | Tips und Taps 1956 (25)                                                                                               |
| Max, Michael und Monika 1958–1959 (27)                                                | Nicky 1959 (6) |
| Kasperl und Gretel 1960 (9)                                                           | Pink und Punki 1960–1961 (10)                                                                                         |
| Zaubermeister Yoga Heile 1961–1962 (44)                                               | Kri, Yoga Heiles Lehrling 1963–1966 (86)                                                                              |
| Das ferngesteuerte Auto 1963 (25)                                                     | Besuch bei Onkel Willi 1966 (12), Remake von Die rote Limousine                                                       |
| Ritter Ringobert 1966–1967 (14)                                                       | Tino, der kleine Elefant 1967–1968 (4)                                                                                |
| Digedags 1972 (4)                                                                     | Perry und Silia 1972–1976 (53)                                                                                        |
| Tini, Tina, Tino 1973–1974 (13)                                                       | Bumsti und die Bumstibande 1974–1976 (28)                                                                             |
| Die Teddys 1974 (9)                                                                   | Schnurzl 1975–1976 (23)                                                                                               |
| Auf der fernen Insel Wakikipoo 1975 (8)                                               | Die Hexe Atomara 1975–1976 (11)                                                                                       |
| Strick 1977–1986 (47)                                                                 | Asterix in Spanien 1978 (7)                                                                                           |
| Dr. Karl Meidlinger und der Flußgeist (8)                                             | Spück (3) |
| Pussy 1983–1984 (19)                                                                  | Caesar und Ernestine (6)                                                                                              |

## Autoren (Auswahl)
| Friedrich Bauer  | Franz Braumann       | Walter Danner     | Wolfgang Ecke   |
| Ernst A. Ecker   | Inge Maria Grimm     | Ida Maria Grilz   | Dieter Hoffmann |
| Hilde Illichmann | Walter Kukula        | Mira Lobe         | Gustav Lösch    |
| Hulda Mical      | Christine Nöstlinger | Trude Piesch      | Nikolaus Reiter |
| Anny Rumpel      | Julian Schutting     | Josef Schweikhart | Carl Stephenson |
| Iris Vinton      | Helene Weilen        | Anna Maria Wimmer |                 |

Die 61 Romane und Fortsetzungsgeschichten mit Anzahl der Folgen (chronologisch bis 1986):
| Das Geheimnis des Kapitäns ab 1948 (5)    | Der Eskimojäger ab 1948 (13)          | Überfall auf Lennigens Farm ab 1949 (4)         |
| Der fliegende Rappe ab 1949 (18)          | Die Planetenflieger ab 1949 (12)      | Kleine tapfere Burgl ab 1949 (15)               |
| Winnetous Tod ab 1950 (21)                | Christls große Reise ab 1950 (35)     | Gustl in Gefahr ab 1951 (18)                    |
| Kornett Edi ab 1951 (31)                  | Schnuffi ab 1951 (6)                  | Rikje ab 1951 (30)                              |
| Das Schiff Atlantis ab 1952 (33)          | Miraculum ab 1953 (13)                | Die große Winterfahrt ab 1953 (5)               |
| Der Zauber der Wolfsmühle ab 1953 (2)     | Mirko ab 1953 (2)                     | In 90. Minute ab 1953 (2)                       |
| Die Nacht in der Höhle ab 1953 (6)        | Auf unsichtbaren Straßen ab 1954 (16) | Friedl ab 1954 (7)                              |
| Hanna und Hanno ab 1954 (13)              | Das Gold der Tiefe ab 1954 (7)        | Nacht über Saringa ab 1954 (34)                 |
| Sissi ab 1955 (14)                        | Die Erde bebt ab 1955 (15)            | Juttas erstes Hauptschuljahr ab 1955 (17)       |
| Die Kurvengeister ab 1956 (28)            | Die Kinder vom Rosenweg ab 1956 (11)  | Traudls Schuld ab 1956 (3)                      |
| Bessie und Elisabeth ab 1956 (21)         | In letzter Stunde ab 1957 (37)        | Andrea bewährt sich ab 1957 (12)                |
| Rolanda ab 1958 (11)                      | Die Zwillinge ab 1958 (11)            | Kleines Zelt am großen Strom ab 1958 (22)       |
| Hinter Herrgottsrücken ab 1959 (12)       | Copilot Dadidavit ab 1959 (18)        | Das Wienerli ab 1959 (16)                       |
| Der grüne Diwan ab 1960 (10)              | Rapunzel und Toshiko ab 1960 (15)     | Purzel ab 1961 (4)                              |
| Die Blauweißen ab 1961 (18)               | Alle helfen mit ab 1961 (22)          | Junker Edelhart ab 1962 (23)                    |
| Georg, Hannes, Ursula ab 1962 (36)        | Spatzenheimer ab 1963 (13)            | Ajax, die Geschichte eines Pferdes ab 1964 (16) |
| Die Lausbuben aus der Stadt ab 1964 (2)   | Yvonne und Leopoldine ab 1964 (22)    | Der Schatz im Drachenloch ab 1965 (11)          |
| Zirkel und Kochlöffel ab 1965 (11)        | Dombo, der Negerbub ab 1965 (11)      | Der Spion ab 1966 (14)                          |
| Das Geheimnis der Strominsel ab 1966 (12) | Wolfszahn und Bärenkralle ab 1967 (8) | Fury ab 1968 (15)                               |
| Westlich von Santa Fé 1972(6)             | Silberpfötchens Abenteuer 1972 (11)   | Flipper 1972 (9)                                |
| Fällt das Feld hinab ins Meer 1977 (14)   |                                       |                                                 |